# 후지산케이 그룹
후지산케이 커뮤니케이션 그룹(富士産經 - , 일본어: フジサンケイグループ, 영어: Fujisankei Communications Group)은 대중매체를 중심으로 하는 일본의 기업 집단이다.

## 그룹의 구성
- 산케이 신문(17개사)
- 산케이빌딩(6개사)
- 분카방송(3개사)
- 후쇼사
- 공익법인(2개사, 5개 법인)
- 후지TV(31개사)
- 닛폰방송(5개사)
- 포니캐년(음반 제작사-5개사)
- 리빙 신문사 그룹(7개사)

## 같이 보기
- 후소샤
- 새로운 역사 교과서를 만드는 모임(새역모)
- 일본의 우익 단체
- IMBC